# بانک کائوسیونگ
بانک کائوسیونگ (انگلیسی: Bank of Kaohsiung) شرکت خدمات مالی و بانکداری تایوانی است، که در سال ۱۹۸۲ تأسیس شد.